# هان زينيون
هان زينيون (بالصينية: 韩馨蕴) مواليد 30 مايو 1990 في الصين، هي لاعبة كرة مضرب صينية تلعب باليد اليسرى وتحتل حالياً المرتبة رقم. 121 (8 فبراير 2016) في تصنيف رابطة محترفات كرة المضرب. أعلى تصنيف لها في الفردي كان المركز الـ 121 في سنة 2016.

## الخط الزمني للأداء
مفتاح
| ف | ن | ن.ن | ر.ن | د# | د.م | ل | أ.أ | ت | غ | ب | ف | ذ | م.خ | ل.ت |

(ف) فاز بالبطولة (ن) وصل النهائي (ن.ن) نصف النهائي (ر.ن) ربع النهائي (د#) الأدوار الأربعة الأولى (د.م) دور المجموعات (ل) شارك في كأس ديفيز (أ.أ) خرج من الأدوار الاولى (ت) خسر التصفيات التأهيلية (غ) غاب عن الحدث أو البطولة (ب) حصل على ميدالية برونزية (ف) حصل على ميدالية فضية (ذ) حصل على ميدالية ذهبية (م.خ) بطولة الماسترز خُفضت إلى مرتبة أقل (ل.ت) البطولة لم تعقد في السنة المعينة.
لتجنب الارتباك وازدواجية الحساب، يتم تحديث هذه المعلومات إما في نهاية البطولة، أو عندما تكون مشاركة اللاعب في البطولة قد انتهت.

### الفردي
| الدورة               | 2005  | 2006  | 2007  | 2008  | 2009  | 2010  | 2011  | 2016  | المهنة ف/خ | إجمالي ف/خ |
| -------------------- | ----- | ----- | ----- | ----- | ----- | ----- | ----- | ----- | ---------- | ---------- |
| الجراند سلام         |       |       |       |       |       |       |       |       |            |            |
| أستراليا المفتوحة    | غ     | غ     | غ     | غ     | غ     | R1    | ت1    | R2    | 0 / 2      | 1–2        |
| فرنسا المفتوحة       | غ     | غ     | غ     | غ     | غ     | ت2    | ت1    |       | 0 / 0      | 0–0        |
| بطولة ويمبلدون       | غ     | غ     | غ     | غ     | غ     | ت2    | ت1    |       | 0 / 0      | 0–0        |
| أمريكا المفتوحة      | غ     | غ     | غ     | غ     | ت1    | ت2    | ت1    |       | 0 / 0      | 0–0        |
| جراند سلام معدل ف    | 0 / 0 | 0 / 0 | 0 / 0 | 0 / 0 | 0 / 0 | 0 / 1 | 0 / 0 | 0 / 1 |            |            |
| جراند سلام فوز-خسارة | 0–0   | 0–0   | 0–0   | 0–0   | 0–0   | 0–1   | 0–0   | 1–1   |            |            |
| تصنيف نهاية العام    | 627   | 383   | 407   | 260   | 182   | 132   | 328   |       |            |            |

- إجمالي ف/خ = إجمالي الفوز والخسارة

## روابط خارجية
- هان زينيون على موقع رابطة محترفات التنس (الإنجليزية)
- هان زينيون على موقع الاتحاد الدولي لكرة المضرب (الإنجليزية)
- هان زينيون على موقع كأس بيلي جين كينغ (الإنجليزية)
- هان زينيون على موقع بطولة ويمبلدون (الإنجليزية)
- هان زينيون على موقع خلاصة التنس.كوم (الإنجليزية)
- هان زينيون على موقع اللجنة الأولمبية الصينية (الإنجليزية)